# Olimpijski festival europske mladeži
Olimpijski festival europske mladeži (eng. European Youth Olympic Festival, skr. EYOF), dvogodišnje je višešportsko natjecanje mladih športaša (14-18 godina) iz država članica Europskih olimpijskih odbora. Najstarije je natjecanje olimpijske tradicije isključivo za europske športaše. Prvo ljetno izdanje održano je 1991. u Bruxellesu, a zimsko 1993. u Aosti. Između 1991. i 1999. natjecanje se nazivalo Danima europske olimpijske mladeži.

## Zastupljeni športovi
ljetna izdanja
- atletika (od 1991.)
- badminton (2001., 2022.)
- biciklizam (1993. - 2001., od 2005.)
- gimnastika (od 1993.)
- hokej na travi (1991. - 1995.)
- hrvanje (2019.)
- jedrenje (1997., 2001.)
- judo (od 1991.)
- kanu (2005., 2017., 2023.)
- košarka (od 1991.)
- nogomet (1995. - 2001., 2023.)
- odbojka (od 1991.)
- plivanje (od 1991.)
- rukomet (od 1995.)
- skateboarding (2023.)
- stolni tenis (1991., 2003., 2007.)
- tenis (1991., 1993., 2001., od 2005.)
- vaterpolo (2007.)

## Vanjske poveznice
- Službene mrežne stranice